# راتينجية تاباو شان
راتينجية تاباو شان نوع شجري يتبع جنس الراتينجية من الفصيلة الصنوبرية.

## البيئة والانتشار
ينتشر في الصين.